# 3907 Kilmartin
A 3907 Kilmartin (ideiglenes jelöléssel A904 PC) a Naprendszer kisbolygóövében található aszteroida. Max Wolf fedezte fel 1904. augusztus 14-én.